# Пашинян, Гурген Амаякович
Пашинян Гурген Амаякович (арм. Գուրգեն Հմայակի Փաշինյան) (19 февраля 1933 года, Караклис — 24 января 2010 года, Москва) — советский и российский судебный медик, доктор медицинских наук (1971), профессор (1980), заслуженный деятель науки РФ (1997), академик Российской академии медико-технических наук, автор первого в мире учебника по судебной стоматологии.

## Биография
Родился в 1933 году в многодетной семье служащих. Отец — участник Великой Отечественной войны.
Окончил музыкальную школу по классу скрипки, любил классическую музыку.  
Поступил в Ереванский медицинский институт, который окончил в 1956 году.  
3 года работал районным судебно-медицинским экспертом Кировакана, получил путевку в ЦИУ, где случайно был приглашён заместителем начальника Московского областного бюро судмедэкспертизы Т. Г. Кузнецовой поработать районным экспертом в Загорске.  
Через 3 года поступил в клиническую ординатуру на кафедру судебной медицины Второго Московского государственного медицинского института к профессору Владимиру Михайловичу Смолянинову.  
После окончания поступил в аспирантуру и в 1965 году защитил кандидатскую диссертацию по теме «Судебная медицинская диагностика живорожденности младенца».  
С 1964 по 1966 год работал ассистентом кафедры судебной медицины Университета дружбы народов имени П. Лумумбы (РУДН). 
В 1971 году на кафедре судебной медицины Второго Московского государственного медицинского института защитил докторскую диссертацию и прошел путь от ассистента до профессора.
В 1977 году становится 1-м деканом деканата ординатуры и аспирантуры 2-го Московского государственного медицинского института имени Н. И. Пирогова, преобразованного из отдела ординатуры в деканат.
В 1989 году избирается по конкурсу на должность заведующего кафедрой судебной медицины ММСИ им. Н.А. Семашко, которой руководил до 2006 года. 
C 2006 года по январь 2010 года являлся профессором этой кафедры. Научную и педагогическую работу на кафедре Пашинян совмещал с работой в качестве судебно-медицинского эксперта Бюро судебно-медицинской экспертизы Минздрава Московской области, Бюро судебномедицинской экспертизы Департамента здравоохранения Москвы. С 1991 по 2010 год являлся заведующим танатологического отделения № 9 Бюро судебно-медицинской экспертизы Департамента здравоохранения Москвы.
Являлся руководителем и исполнителем судебно-стоматологической экспертизы предполагаемых останков семьи царя Николая II и его окружения, в результате которой была доказана принадлежность обнаруженных костных останков царю Николаю II, членов его семьи и ближайшего окружения.
Автор более 600 научных работ, в том числе 26 монографий, 35 методических пособий, 5 учебников по судебной медицине, 15 изобретений и рационализаторских предложений. Под руководством профессора Пашиняна защищены 22 докторских и 65 кандидатских диссертаций. Профессор Пашинян один из первых в системе высшего медицинского образования применил основы педагогики и психологии в преподавании судебной медицины.
В 1997 году был удостоен звания Заслуженный деятель науки Российской Федерации.

## Семья
Жена — врач-гинеколог. Сын Михаил (1964), кандидат медицинских наук, уч.звание доцент, дочь Альбина (1960) — доктор медицинских наук, профессор, дерматовенерологи.
Сестры: Роза Амаяковна Пашинян — историк, кандидат исторических наук; Седа Амаяковна — доцент, терапевт.

## Награды и достижения
- Орден «За заслуги перед Отечеством» IV степени
- Заслуженный деятель науки Российской Федерации (1997)[4]
- Орден Почёта (Россия) (2005)[2]
- значок «Отличнику здравоохранения» (СССР)
- почетный знак Всероссийского общества судебных медиков «За заслуги»
- Медаль «Ветеран труда»

## Избранные труды
- Пашинян Г. А. Судебно-медицинская экспертиза при крупномасштабных катастрофах. — 1994.
- Пашинян Г. А. Словарь судебно-медицинских терминов / Г. А. Пашинян, А. Х. Завальнюк. — М; Ижевск: Экспертиза, 1996. — 130 с.
- Пашинян Г. А. Организация осмотра трупа на месте его обнаружения. — 1999.
- Пашинян Г. А. Руководство по судебной медицине / В. В. Томилин, Г. А. Пашинян. — М.: Медицина, 2001. — 576 с.
- Пашинян Г. А. Медико-криминалистическое исследование крови. — 2003.
- Пашинян Г. А. Судебно-медицинская экспертиза в гражданском процессе. — 2004.
- Пашинян Г. А. Судебно-стоматологическая идентификация личности. — 2005.
- Пашинян Г. А. Судебная медицина в схемах и рисунках: учеб. пособие для вузов / Г. А. Пашинян, П. О. Ромодановский. — М.: ГЭОТАР-Медиа, 2006. — 328 с.
- Пашинян Г. А. Словарь судебно-медицинских терминов. — М., 2006.
- Пашинян Г. А. Руководство по судебной стоматологии / Г. А. Пашинян. — М.: Медицинское информационное агентство, 2009. — 528 с.